# Robert Sánchez
Robert Lynch Sánchez (Cartagena, 18 de novembro de 1997) é um futebolista espanhol que atua como goleiro. Atualmente, joga pelo Chelsea.

## Carreira
Filho de um jamaicano e uma espanhola, começou sua carreira no Levante antes de se mudar para a Inglaterra em 2013, para assinar com o Brighton & Hove Albion aos quinze anos, tornando-se profissional no ano de 2015. Em abril de 2018, ele assinou um novo contrato de três anos com o clube.
Em 24 de julho de 2019, Sánchez se juntou a Rochdale por empréstimo para a temporada 2019–20. Ele fez sua estreia pelo clube em uma vitória por 3-2 fora sobre o recém-promovido Tranmere Rovers.
Em 1 de novembro de 2020, Sánchez fez sua estreia no Brighton, jogando na derrota por 2–1 em uma partida da Premier League contra o Tottenham Hotspur. Em 23 de fevereiro de 2021, Sánchez assinou um novo contrato de quatro anos e meio com Brighton, válido até junho de 2025.
Em agosto de 2023, foi anunciada a sua transferência ao Chelsea, pelo valor de 25 milhões de libras.

## Seleção Espanhola
Em 15 de março de 2021, Sánchez recebeu sua primeira convocação para a Seleção Espanhola, para as eliminatórias para a Copa do Mundo da FIFA de 2022, contra Grécia, Geórgia e Kosovo.
Foi convocado pela Seleção Espanhola para a UEFA Euro 2020 e para a Copa do Mundo FIFA de 2022.

## Títulos
Chelsea
- Liga Conferência da UEFA: 2024–25[13]
- Mundial de Clubes FIFA: 2025[14]

### Prêmios individuais
- Melhor goleiro do Mundial de Clubes FIFA: 2025[15]